# ميخائيل باسي
ميخائيل باسي (بالإنجليزية: Michael Bassey)‏ هو لاعب كرة قدم نيجيري في مركز الهجوم، ولد في 14 أكتوبر 1987 في لاغوس في نيجيريا. لعب مع Shillong Lajong FC ‏.